# Les Martres-d’Artière
Les Martres-d’Artière település Franciaországban, Puy-de-Dôme megyében. Lakosainak száma 2237 fő (2022. január 1.). Les Martres-d’Artière Beauregard-l’Évêque, Chavaroux, Joze, Lussat és Pont-du-Château községekkel határos.

## Népesség
A település népességének változása:
| Lakosok száma | 2119 | 2213 | 2230 | 2156 | 2135 | 2149 | 2185 | 2212 | 2237 |
|               | 2013 | 2015 | 2016 | 2017 | 2018 | 2019 | 2020 | 2021 | 2022 |